# Russian Winter Meeting

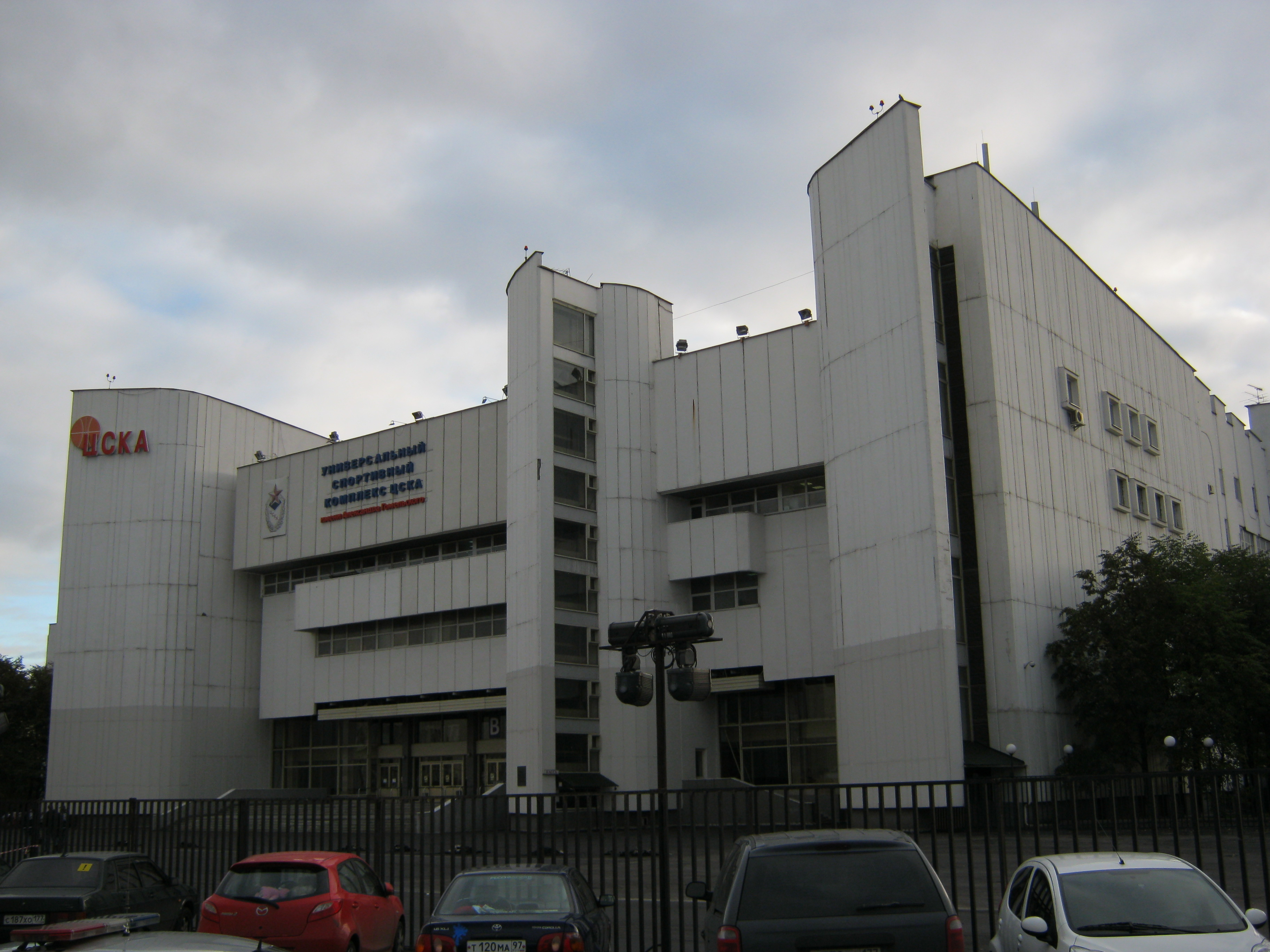
CSKA Universal Sports Hall de Moscou

O Russian Winter Meeting é um meeting de atletismo indoor que se desenrola todos os anos em Moscou, Rússia, desde 1992. Faz parte atualmente da IAAF Indoor Permit Meetings e é sediado no Alexander Gomelsky Universal Sports Hall CSKA, em regra acontece sempre em fevereiro.